# Ligne 5 du métro de Saint-Pétersbourg
La ligne 5 du métro de Saint-Pétersbourg, dite aussi ligne Frounzensko-Primorskaïa (en russe : Фру́нзенско-Примо́рская ли́ния), est l'une des cinq lignes du réseau métropolitain de Saint-Pétersbourg, en Russie.

## Historique

### Chronologie
- 20 décembre 2008 : ouverture des 3,2 km de Zvenigorodskaïa à Volkovskaïa[1],
- 7 mars 2009 : extension de Volkovskaïa à Sadovaïa (1,1 km) et débranchement du tronçon Sadovaïa - Komendantski prospekt de la ligne 4 vers la ligne 5 (10,8 km)[1],
- 30 décembre 2010 : mise en service de la station Obvodny kanal[1],
- 28 décembre 2011 : mise en service de la station Admiralteïskaïa[1],
- 28 décembre 2012 : prolongement de Volkovskaïa à Mejdounarodnaïa[1],
- 3 octobre 2019 : prolongement de 6,1 km de Mejdounarodnaïa à Chouchary[1].

## Caractéristiques

### Ligne
La ligne traverse Saint-Pétersbourg dans une direction nord-ouest/sud-est, sur une longueur de 26,2 km.

### Stations
D'ouest en est, la ligne 5 comprend les quinze stations suivantes, :
|  |   |  | Station               | Raïon     | Correspondance                                             |
|  | - |  | --------------------- | --------- | ---------------------------------------------------------- |
|  | • |  | Komendantski prospekt | Primorski |                                                            |
|  | • |  | Staraïa Derevnia      | Primorski | trains via la gare de Staraïa Derevnia                     |
|  | • |  | Krestovski ostrov     | Petrograd |                                                            |
|  | • |  | Tchkalovskaïa         | Petrograd |                                                            |
|  | • |  | Sportivnaïa           | Petrograd |                                                            |
|  | • |  | Admiralteïskaïa       | Central   |                                                            |
|  | o |  | Sadovaïa              | Amirauté  | via la station Sennaïa plochtchad via la station Spasskaïa |
|  | o |  | Zvenigorodskaïa       | Amirauté  | via la station Pouchkinskaïa trains via la gare de Vitebsk |
|  | • |  | Obvodny kanal         | Frounzé   | cars via la gare routière de Saint-Pétersbourg (ru)        |
|  | • |  | Volkovskaïa           | Frounzé   |                                                            |
|  | • |  | Bukharestskaïa        | Frounzé   |                                                            |
|  | • |  | Mejdounarodnaïa       | Frounzé   |                                                            |
|  | • |  | Prospekt Slavy        | Frounzé   |                                                            |
|  | • |  | Dounaïskaïa           | Frounzé   |                                                            |
|  | • |  | Chouchary             | Pouchkine |                                                            |